# Dumitru Chesa
Dumitru Chesa (n. 27 martie 1932 – d. 11 decembrie 2006) a fost un actor român.

## Biografie
S-a născut la 27 martie 1932 și a absolvit în 1958 Institutul de Artă Teatrală și Cinematografică „I.L. Caragiale”.
A venit de la Teatrul Tineretului din Piatra Neamț la recomandarea lui Radu Beligan, primul director al Teatrului de Comedie, și nu s-a mai despărțit de această scenă. La Comedie a jucat în regia lui Valeriu Moisescu, Lucian Giurchescu, Grigore Gonta, Alexandru Darie, Catalina Buzoianu, Alexandru Tocilescu, Alexandru Dabija.

## Filmografie
- Pași spre lună (1964)
- Politică cu... delicatese (sm, 1964)
- Dincolo de barieră (1965)
- Castelanii (1967)
- Balul de sîmbătă seara (1968)
- Cîntecele mării (1971)
- Puterea și adevărul (1972)
- Conspirația (1973)
- Vifornița (1973)
- Capcana (1974)
- Păcală (1974)
- Ilustrate cu flori de cîmp (1975)
- Cercul magic (1975)
- Tufă de Veneția (1977)
- Misterul lui Herodot (1977)
- Statuia (scurtmetraj, 1977)
- Trepte pe cer (1978)
- Gustul și culoarea fericirii (1978)
- Din nou împreună (1978)
- Totul pentru fotbal (1978)
- Vacanță tragică (1979)
- Detașamentul „Concordia” (1981)
- Probleme personale (1981)
- Înghițitorul de săbii (1982)
- Un petic de cer (1984)
- Secretul lui Bachus (1984)
- O lumină la etajul zece (1984)
- Sosesc păsările călătoare (1985)
- Mireasma ploilor tîrzii (1985)
- Pădurea de fagi (1987)
- Expediția (1989)
- Dragoste și apă caldă (1993)
- Privește înainte cu mînie (1993)
- Crucea de piatră (1994)
- Terente, regele bălților (1995)
- Stare de fapt (1995)
- Dănilă Prepeleac (1996)
- Frumoșii nebuni ai marilor orașe (film TV, 1997)
- Păcatele Evei (2005)
- Păcală se întoarce (2006)